# Washington (delstat)

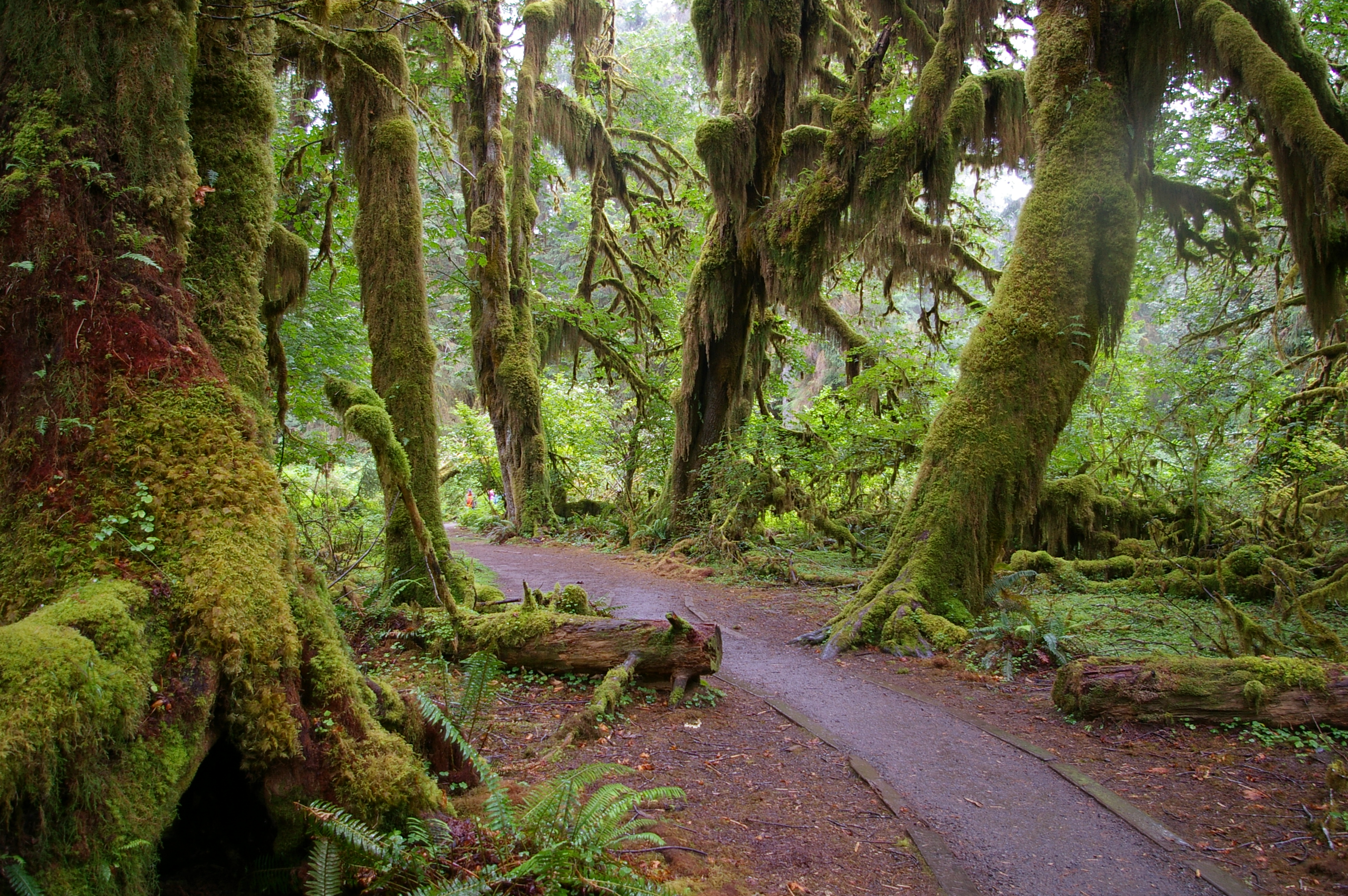
Delstaten Washingtons natur är mäktig och mångfacetterad. Olympic National Park innehåller en nordlig variant av regnskog.

Washington är en delstat i nordvästra USA, vid Stilla havet. Delstaten har fått sitt namn efter USA:s förste president George Washington och är det territorium som en gång utgjorde nordvästra USA. Folkmängden uppgick i juli 2021 till 7 738 692.
Huvudstaden är Olympia, men största stad är Seattle. Andra större städer är Spokane och Tacoma. Den största floden är Columbiafloden.
Washington skapades ur de delar som återstod av Washingtonterritoriet efter att Idaho och Oregon bildats. Delstaten trädde in i unionen som den 42:a delstaten 1889.

## Geografi

Washingtons fysiografiska indelning.

Washington är belägen i det nordvästra hörnet av fastlands-USA och gränsar närmast i norr till den kanadensiska delstaten British Columbia, mot Idaho i öster och Oregon i söder.
Kaskadbergen delar delstaten i en västlig och östlig del med skilda klimat. Den västliga delen har typiskt kustklimat med milda temperaturnivåer som ger våta vintrar, torra somrar och har tät barrskog och tempererad regnskog. Den östliga delen, som ligger i regnskugga från bergen, har torrt klimat och består till stor del av stäpper och en del öknar. 
I Kaskadbergen finns flera vulkaner, som alla anses aktiva. I nord-sydlig riktning är dessa Mount Baker, Glacier Peak, Mount Rainier, Mount Saint Helens och Mount Adams. Av dessa är det bara Mount Saint Helens som, sedan 2004, återigen har aktiva utbrott. Mount Rainier är också delstatens högsta bergstopp med sina 4 392 meter över havet.

### Parker och reservat
Washington har tre nationalparker – Mount Rainier nationalpark, North Cascades nationalpark och Olympic nationalpark – som tillsammans står för 4 procent av Washingtons totala areal. Olympic nationalpark är störst med sina 3 734 km² och drygt 3,1 miljoner besökare. I denna park ligger också den västligaste punkten i de 48 sammanhängande delstaterna i USA, alltså exklusive Hawaii och Alaska, udden Cape Alava. Udden kan nås via en 5 kilometer lång vandringsled. Delstaten har också flera skyddade skogar och andra skyddade markområden. Flera indianstammar har reservat i Washington där de största representeras av Colville-, Spokane-, Yakama- och Quinaultstammarna som tillsammans är 6 480 km².

### Klimat
Klimatet varierar stort mellan Washingtons västra och östra delar som åtskiljs av Kaskadbergen. De västliga delarna mot havet har kustklimat medan de östliga delarna, med Columbiaplatån, har stäppklimat.
Flera faktorer avgör vädret i de olika klimatzonerna i Washington - hög- och lågtryckssystemen skapade över norra Stilla Havet, luftmassorna från kontinentalamerika och bergsområdena Kaskadbergen och Olympiska bergen. Vårens och sommarens högtryckssystem över Stilla Havet ger övervägande svala nordvästliga vindar och normalt sett torrt väder. På hösten och vintern ändras vindriktningen till sydväst genom att lågtryckssystemen dominerar över havet. Detta drar in varm och fuktig luft och stora mängder nederbörd.
Olympiska bergen och Kaskadbergen ger upphov till en orografisk effekt när vindarna drar in västerifrån. De västliga sidorna får då stora mängder nederbörd och lägre temperaturer medan bortre sidan som ligger i regnskugga får märkbart torrare och varmare. Denna effekt är tydligast kring Olympiska bergen i Washingtons västligaste del. Där har den sydvästliga delen tempererad regnskog medan den nordostliga har medelhavsklimat. Kaskadbergen ger upphov till en större orografisk effekt och fångar upp större delen av nederbörden som färdas österut. De högsta altituderna får stora mängder snö och den östliga sidan i allmänhet, och den låglänta Columbiaplatån i synnerhet, åtnjuter torrare och nederbördsfattigare stäppklimat.
Den årliga medeltemperaturen varierar från 10,6 °C i kustregionen till 4,4 °C i den nordostliga delen. Lägsta respektive högsta temperaturen har båda uppmätts på platser öster om Kaskadbergen, -44,4 °C och 47,8 °C. Västra delen av Olympic Peninsula har de högsta nederbördsnivåerna i fastlands-USA med upp till 4 670 mm årlig nederbörd, men normalt cirka 3 800 mm. Västra sluttningarna av Kaskadbergen får cirka 1 500–2 500 mm årlig nederbörd medan öster om Kaskadbergen kan nederbörden vara så lite som 175 till 230 mm men ökar stadigt ju närmare Klippiga bergen man kommer.

## Historia
Innan europeiska erövrare nådde nordvästra USA befolkades området av flera olika indianstammar som ofta livnärde sig på fiske och valfångst. Arkeologiska fynd tyder på att denna del av Nordamerika var först att befolkas och benrester från människor och djur pekar på att det funnits människor i området i mer än 13 000 år.
Första europé att upptäcka området var spanjoren Don Bruno de Heceta, som landsteg 12 juli 1775 med sina två skepp Santiago och Sonora nära nuvarande Point Grenville. Han gjorde, för Spaniens räkning, anspråk på området och namngav det Nueva Galicia.
Flera upptäckare deltog i utforskandet av Washingtons kustlinjer under slutet av 1700-talet, bland andra James Cook, Manuel Quimper och George Vancouver. Nootkaöverenskommelserna 1790 gjorde att Spanien tillät andra nationer att utforska och jaga i området och 10 oktober 1805 nådde Lewis och Clarks expedition delstaten.
1819 avstod Spanien sitt anspråk till förmån för USA vilket inledde en lång dispyt med Storbritannien över vem som ägde rätten till området. Denna nådde sin lösning 15 juni 1846 genom Oregonfördraget som innebar att USA övertog det helt.
Den första amerikanska bosättningen i det som nu är delstaten Washington var New Market, nuvarande Turnwater, vid Puget Sound. 
Den 11 november 1889 blev Washington den 42:a delstaten i Amerikas förenta stater.

## Demografi
Enligt befolkningsuppskattningen i juli 2021 hade Washington en befolkning på 7 738 692 invånare, vilket innebar en ökning med 1 014 152, eller 15,1 %, sedan folkräkningen ”Census 1 april 2010”.

### Största städer
De tio största städerna i Washington (juli 2019).
| Stad           | Antal invånare |
| -------------- | -------------- |
| Seattle        | 753 675        |
| Spokane        | 222 081        |
| Tacoma         | 217 827        |
| Vancouver      | 184 463        |
| Bellevue       | 148 164        |
| Kent           | 132 319        |
| Everett        | 111 475        |
| Renton         | 101 751        |
| Spokane Valley | 101 060        |
| Federal Way    | 96 289         |

## Ekonomi

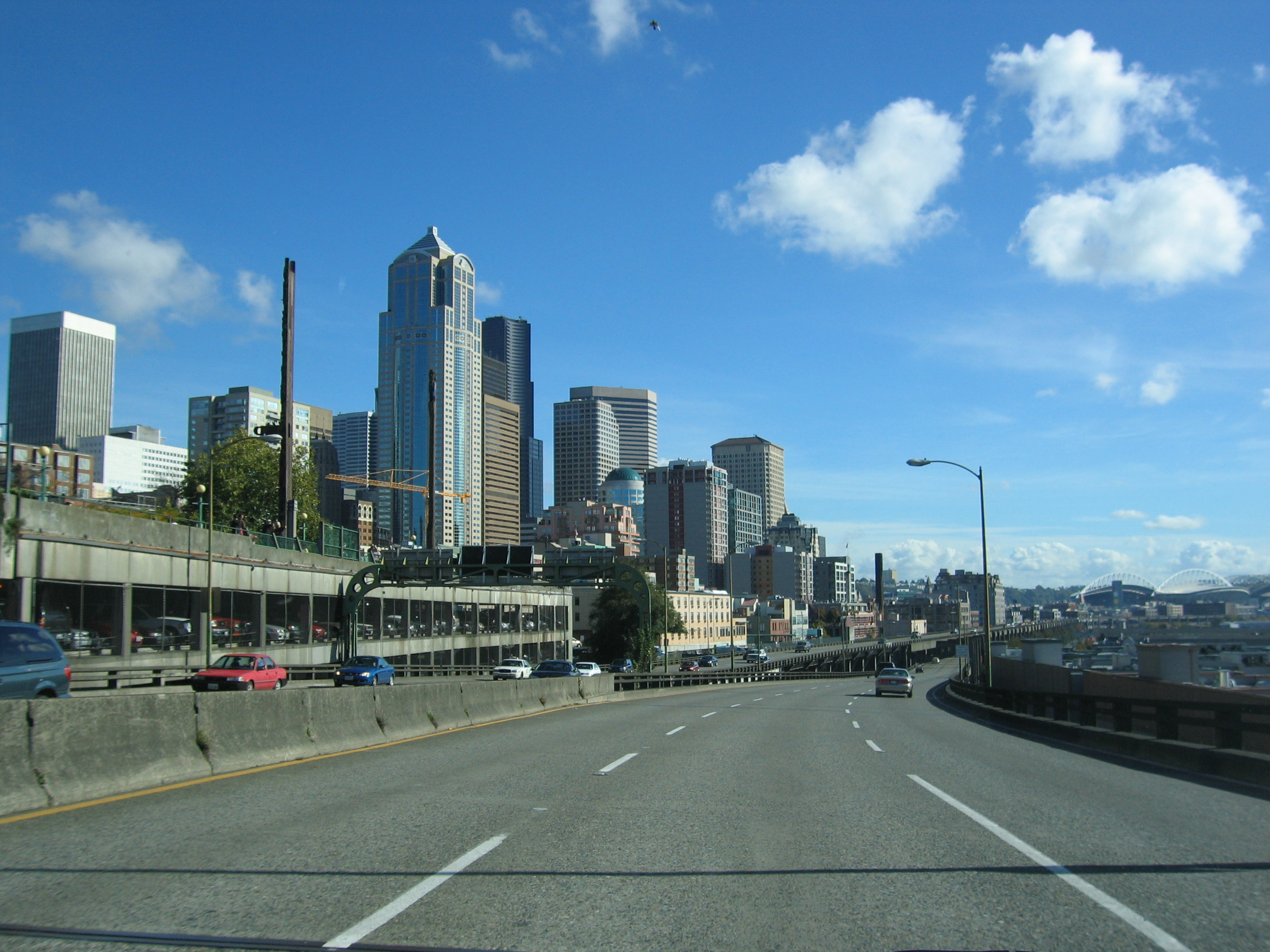
Seattles stadskärna från Alaskan Way Viaduct.

Washington hade 2021 en bruttonationalprodukt (BNP) på 673,2 miljoner dollar, vilket var 10:e högst i landet. BNP per capita uppgick till 86 976 dollar vilket i sin tur var 4:e högst.
Delstaten är hem för flera stora, multinationella företag, bland andra flygplanstillverkaren Boeing, mjukvarutillverkaren Microsoft, webborderföretaget Amazon.com och kaffebarkedjan Starbucks. Andra stora industrier är bioteknik, aluminium, träindustri, gruvdrift och turism. Washington är också en stor producent av vattenkraftsgenererad energi med en total produktion på 7,6 TWh per månad, vilket är 28,8% av den totala produktionen i USA.

### Skatter
Washington har en av USA:s mest regressiva skattesatser. Det är också en av nio amerikanska delstater som inte har någon inkomstskatt för sina invånare. Företag betalar heller inte någon skatt på sina intäkter, däremot kan de få betala en så kallad Business and Occupation tax och en skatt på offentlig service baserat på intäkterna eller den totala försäljningen i företaget.
Delstaten har också en generell momssats på 6,5% som gäller både försäljning av produkter och tjänster. De flesta matprodukter är inte belagda med denna moms bortsett från färdigmat, kosttillskott och läskedrycker. Washington tar även ut en straffskatt på produkter som bensin, alkohol och tobak. Fastighetsskatten, som var delstatens första skatt, står för omkring 30% av dess totala skatteintäkter.
Likt svenska Systembolaget sköts försäljningen av alkohol genom ett delstatligt monopol. Vin och öl med mindre än 20 volymprocent alkohol kan däremot säljas i vanliga mataffärer.

### Jordbruk
Washington är en ledande producent av flera jordbruksprodukter, bland annat hallon, ärtor, humle, grönmyntaolja, äpplen, körsbär och päron.

## Infrastruktur

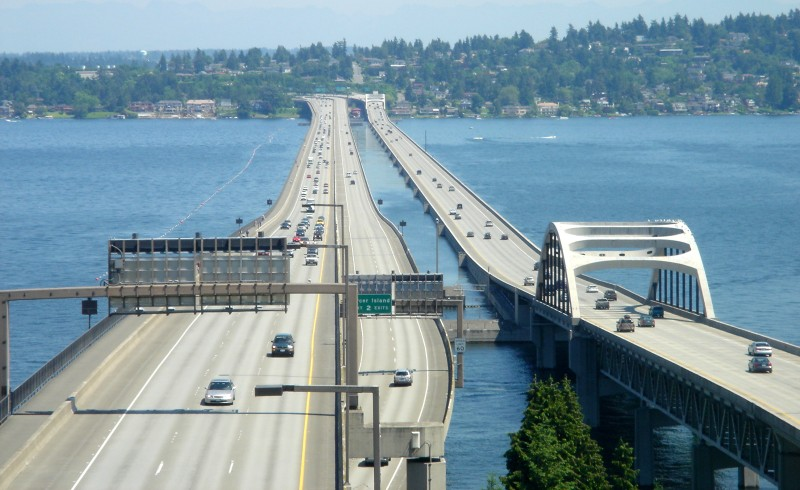
Homer M. Hadley-bron t.v. och Lacey V. Murrow-bron t.h.

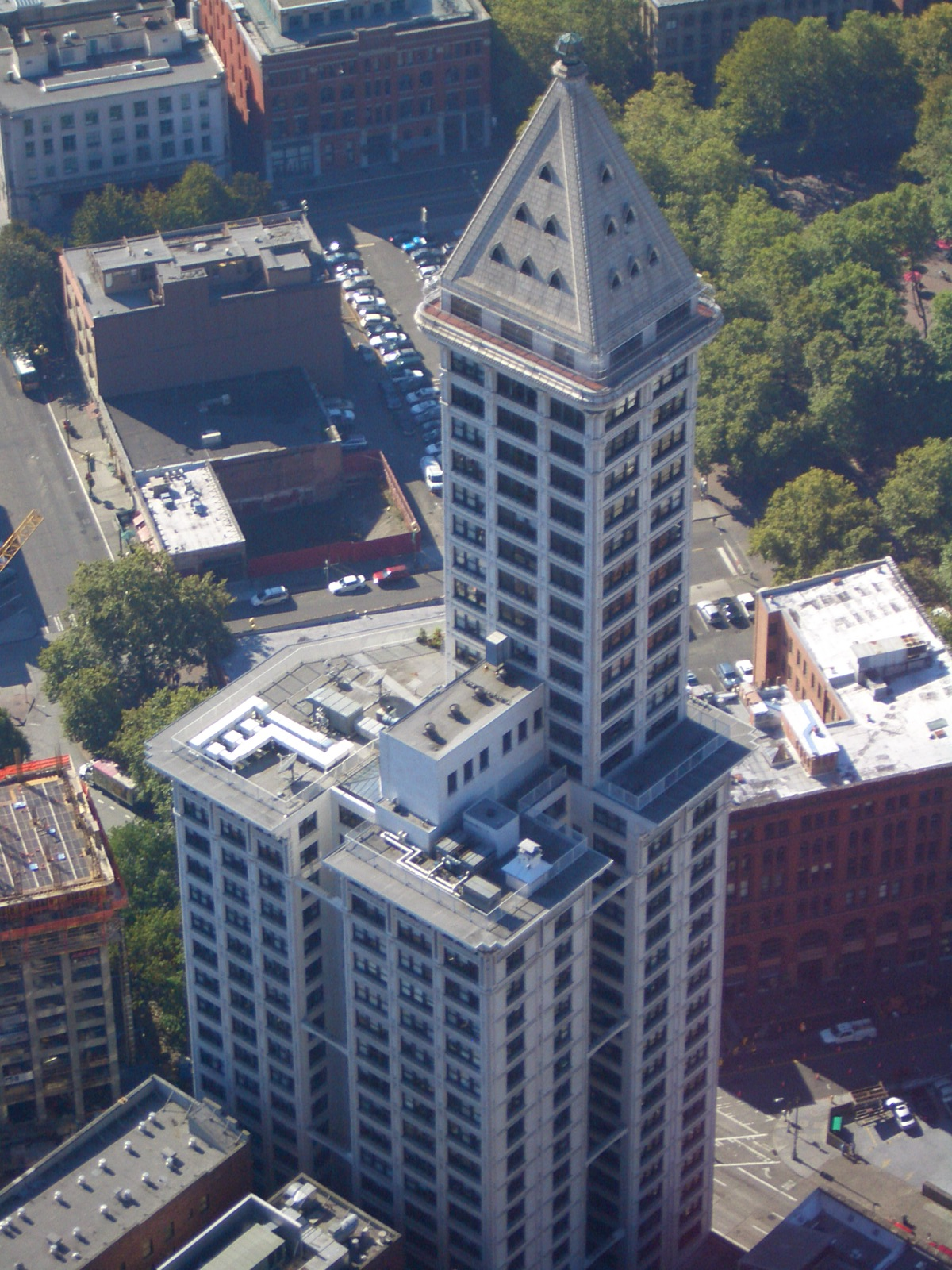
Smith Tower sedd från Columbia center.

Washington har en välutvecklad infrastruktur med flera delstatsmotorleder, kallade State Routes, som sammanlänkar delstatens delar. Washington hyser även landets största och världens tredje största färjetransportsystem som totalt transporterar 25 miljoner människor årligen på de 29 fartyg som trafikerar de 20 färjeterminalerna.
Totalt finns 140 öppna flygfält i Washington och 16 delstatsflygplatser som sköts av transportdepartementet. Den största flygplatsen i delstaten är Seattle-Tacoma International Airport som i 2005 hanterade 29,2 miljoner passagerare, vilket gjorde den till USA:s 17:e och världens 30:e aktivaste.
Washington har fyra av världens fem längsta pontonbroar:
- Evergreen Point Floating Bridge, 2 310 meter
- Lacey V. Murrow Memorial Bridge, 2 019 meter
- Homer M. Hadley Memorial Bridge, 1 772 meter
- Hood Canal Bridge, 2 398 meter

De första tre korsar Lake Washington, öster om Seattle och väster om Bellevue. Den fjärde sammankopplar Olympic Peninsula med Kitsap Peninsula över Hood Canal.
Kaskadbergen gör transportmöjligheterna något begränsade och krävande. Totalt sköter delstaten vägar genom sju större och åtta mindre bergspass som vintertid utsätts för tidvis hårt väder och lavinfara, vilket gör att en del bergspass tidvis är ogenomkomliga eller helt stängda.

### Byggnader
Som de flesta andra delstater med större städer och storstadsregioner har Washington också flera höga byggnader och skyskrapor.
- Columbia Center (Seattle), färdig 1985 och var med sina 295 meter den högsta byggnaden väster om Mississippifloden. Numera fjärde högst.
- Space Needle (Seattle), invigd till Världsutställningen 1962 och var då den högsta byggnaden i västra USA med sina 185 meter.
- Smith Tower, färdig 1914 och därmed Seattles äldsta skyskrapa. Vid invigningen var den världens högsta byggnad utanför Manhattan, New York.

## Styrelseskick

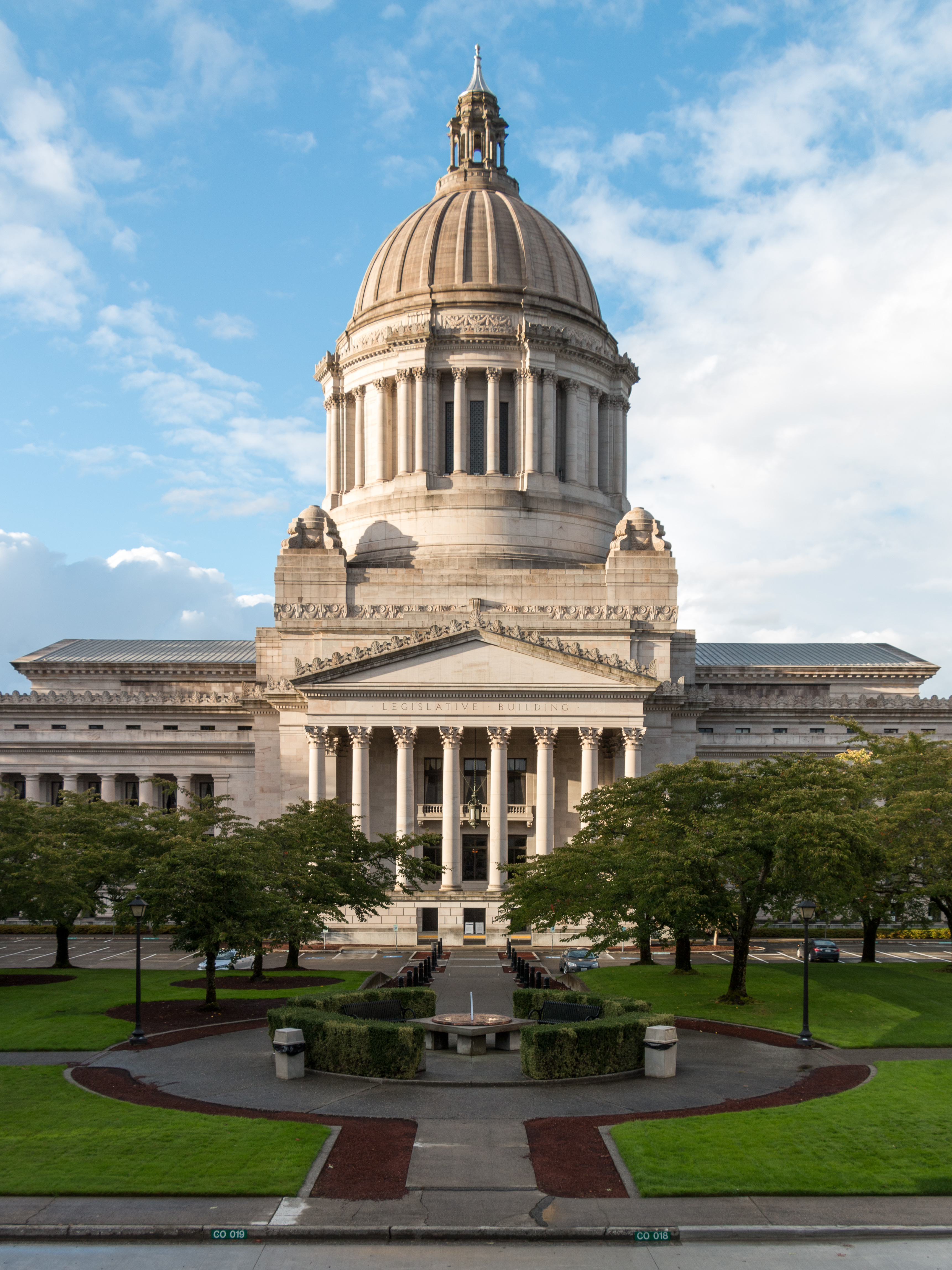
Washingtons kapitolium i Olympia är säte för Washingtons delstatslegislatur.

Den lagstiftande församlingen i Washington är Washingtons delstatslegislatur (engelska: Washington State Legislature) är ett tvåkammarsystem bestående av ett underhus, representanthuset, med 98 ledamöter, och ett överhus, senaten, med 49 senatorer. Varje valdistrikt väljer två representanter till underhuset och en till senaten. Till representanthuset väljs ledamöter på två år och till senaten fyra år och inget av uppdragen har några begränsningar i antalet mandatperioder.
Det verkställande organet består av Washingtons guvernör, vald på fem år.
Den högsta juridiska instansen är Washington Supreme Court, med nio ledamöter som alla väljs till 6 år långa mandatperioder och måste lämna ämbetet vid 75-årsåldern.

### USA:s kongress
Washington representeras av två senatorer i USA:s senat: 
- Senator Patty Murray (D)
- Senator Maria Cantwell (D)

Washingtons representanter i USA:s representanthus är:
- Suzan DelBene (D)
- Richard Ray "Rick" Larsen (D)
- Marie Gluesenkamp Perez (D)
- Dan Newhouse (R)
- Cathy McMorris Rodgers (R)
- Derek Kilmer (D)
- Pramila Jayapal (D)
- Kim Schrier (D)
- Adam Smith (D)
- Marilyn Strickland (D)

### Delstatsposter
Washington leds av ett kabinett av ministrar under ledning av guvernören. Alla väljs individuellt och har mandatperioder på fyra år.
- Jay Inslee, guvernör (D)
- Denny Heck, viceguvernör (D)
- Steve Hobbs, statssekreterare (D)
- Mike Pellicciotti, finansminister (D)
- Patrice McCarthy, statsrevisor (D)
- Bob Ferguson, justitieminister (D)
- Chris Reykdal, utbildningsintendent (ej partipolitisk post) (D)
- Hilary Franz, markkommissionär (D)
- Mike Kreidler, försäkringskommissionär (D)[20]

### Politik
Traditionellt har Washington setts politiskt delad av Kaskadbergen, där västra delen med Seattle och Olympia varit övervägande liberala och röstat på demokraterna, och östra delen med bland annat Spokane varit mer konservativt. De senaste åren har dock Spokane, delstatens näst största stad, blivit alltmer liberalt, vilket bland annat visade sig i och med att demokraternas kandidat Maria Cantwell vann med god marginal över republikanen Mike McGavick i kongressvalet 2006. I och med att befolkningen är koncentrerad till den västra delen av Washington brukar det ofta innebära en övervikt för demokraterna där Seattle står för den mest tydliga övervikten. I alla presidentval sedan 1988 har Washington röstat på demokraternas kandidat.
Trots denna övervikt till det Demokratiska partiets fördel var guvernörsvalet 2004 det jämnaste någonsin i USA:s historia. Efter att alla röster räknats ledde republikanska kandidaten Dino Rossi med 261 röster av totalt 2 805 913 giltiga röster, eller 0,0093%. Vallagarna i Washington kräver en maskinell omräkning om skillnaden kandidaterna emellan är mindre än 0,5% och 2000 röster. Omräkningen gav att Rossi fortfarande hade ett övertag på 42 röster av 2 808 341 giltiga röster. Demokraterna krävde då en manuell omräkning som slutligen slog fast att Christine Gregoire segrat med 129 rösters marginal, av totalt 2 810 058 giltiga röster. Rättsprocesser efter att Gregoire svurit eden kom fram till att det hade förekommit 1 678 illegala röster men slutligen kom högsta domstolen fram till att endast fem röster skulle räknas bort ur slutsumman, fyra för Rossi och en för libertarianernas kandidat och Gregoires seger i valet fastslogs.

## Sport
Washington är representerat i tre av de fem stora sporternas högsta proffsligor för herrar och i två för damer. Endast i ishockey har Washington aldrig varit representerade i NHL. Från säsongen 2021/22 kommer dock Seattle att representeras av Seattle Kraken som det 32:a laget i NHL. Seattle SuperSonics (numera Oklahoma City Thunder) var länge det enda laget som vunnit ett nationstäckande mästerskap (på herrsidan) när man vann NBA 1978/1979 och damklubben Seattle Storm vann WNBA 2004 och 2010. På senare år har även andra lag i Seattle vunnit nationstäckande mästerskap. Seattle Seahawks vunnit Super Bowl XLVIII (2 februari 2014) när man besegrade Denver med hela 43-8. Seattle Sounders vann slutspelet MLS Cup 2016 när man efter straffar besegrade Toronto FC
| Klubb               | Sport              | Liga                                    | Stad    |
| ------------------- | ------------------ | --------------------------------------- | ------- |
| Seattle Seahawks    | Amerikansk fotboll | National Football League                | Seattle |
| Seattle Mariners    | Baseboll           | Major League Baseball                   | Seattle |
| Seattle Sounders FC | Fotboll            | Major League Soccer                     | Seattle |
| Seattle Storm       | Basket             | Women's National Basketball Association | Seattle |
| Seattle Reign FC    | Fotboll            | National Women's Soccer League          | Seattle |
| Seattle Kraken      | Ishockey           | National Hockey League                  | Seattle |

## Kända personer födda i delstaten Washington
- Paul Allen, grundare av Microsoft
- Kurt Cobain, sångare i rockgruppen Nirvana
- Bing Crosby, sångare och skådespelare
- Bill Gates, grundare av Microsoft
- Jimi Hendrix, musiker
- Hank Ketcham, serietecknare
- Layne Staley, frontman i grunge-/alternative metalbandet Alice in Chains